# Leif Persson (född 1939)
Leif Persson, född 1939 i Alingsås, död 2017, var en svensk syokonsulent som uppmärksammades 1963 då han satt häktad i fem veckor i Östtyskland för medhjälp till flyktingsmuggling genom Berlinmuren.

## Biografi
Persson började 1959 studera filosofi och sociologi i Lund. I oktober 1961 följde han med på en tvåveckors studentresa till Berlin och kom i kontakt med västtyska studenter som arbetade för en grupp kallad Girrmanngruppen under ledning av Detlef Girrmann(de). Gruppen hjälpte studenter och åtskilda familjemedlemmar att fly från Öst- till Västberlin på grund av den då nyligen, i augusti 1961, resta Berlinmuren.
Metoderna för att fly över muren utvecklades successivt i takt med att myndigheterna upptäckte olika förfaranden. Vid tiden för Perssons första besök i oktober 1961 tillämpades en metod benämnd "Doppelgänger-Tour", dubbelgångartur, där den person som ville fly fick tillgång till ett utländskt pass som smugglades in i öst, där den identifierande informationen i passet som foto, längd, ögonfärg med mera hade rimlig likhet. Flyktingen "ympades" därefter med information om hemadressen i ett främmande land samt fraser på ett främmande språk. Om flyktingen till exempel använde ett svenskt pass kunde personen även förses med attribut som svenska mynt och svenskspråkiga turistbroschyrer för att förstärka illusionen att vara en svensk turist.
Väl hemkommen efter sin Berlinresa till Lund bjöd Persson och en vän till honom in ett antal vänner till ett möte där de berättade om försöken att hjälpa personer att lämna Östtyskland, och de fick på kort tid ihop 30 svenska pass som sändes ner till Berlin. Vissa pass visade sig särskilt användbara, och i ett fall kunde ett pass med en normallång, ljusblond och blåögd kvinna med nordeuropeiskt utseende hjälpa inte mindre än nio östtyskor att fly över gränsen under loppet av bara två dagar.
Verksamheten var riskfylld, och myndigheterna utökade successivt sin kontroll och registrering. Drygt ett år senare, den 20 mars 1963, greps Leif Persson vid inresa till Östtyskland av Stasi och sattes i häkte i fem veckor i Östberlin i fängelset Hohenschönhausen. Först efter 11 dygn fick svenska myndigheter reda på att han var gripen. Han blev satt i en mycket liten cell, med belysning dygnet runt, och utsattes för långa, pressande och upprepade förhör. Så småningom började han berätta mer, och fick till slut skriva ner en bekännelse som han själv fick läsa upp på en presskonferens den 24 april 1963 under stort propagandapådrag, varefter han släpptes fri av de östtyska myndigheterna. Han beskrevs vid hemkomsten till Sverige vara i dålig kondition både fysiskt och psykiskt.
Han dömdes i oktober 1963 i Sverige till dagsböter för missbruk av urkund. Den östtyske ministern för den statliga säkerhetstjänsten, general Erich Mielke, uttryckte belåtenhet med att svenska staten "tagit avstånd från dennes passförfalskningar till förmån för de västberlinska banditorganisationerna brottsliga verksamhet", och att domarna som avkunnats var "ett uttryck för insikten om att ett understödjande av terror inte tjänar avspänningens och fredens sak".

### Efterspel
Persson påverkades negativt av vistelsen hos Stasi och hade svårigheter att slutföra sina studier i Lund. Han utbildade sig senare till syokonsulent och arbetade i 25 år på en högstadieskola.
Efter Berlinmurens fall i november 1989 öppnades så småningom säkerhetstjänstens arkiv, och det kunde senare klarläggas att Girrmanngruppen hade varit infiltrerad av Stasi via en grekisk student som anmält sig som frivillig i gruppen och ibland deltog som kurir.
Leif Persson är huvudpersonen i Karin Westin Tikkanens bok Flykten genom Berlin: Svenskarna i Stasis arkiv (2019).